# جيب سي جي
جيب سي جي (بالإنجليزية: Jeep CJ)‏ هي سيارة من تصنيع شركة أمريكان موتورز.

## معرض صور

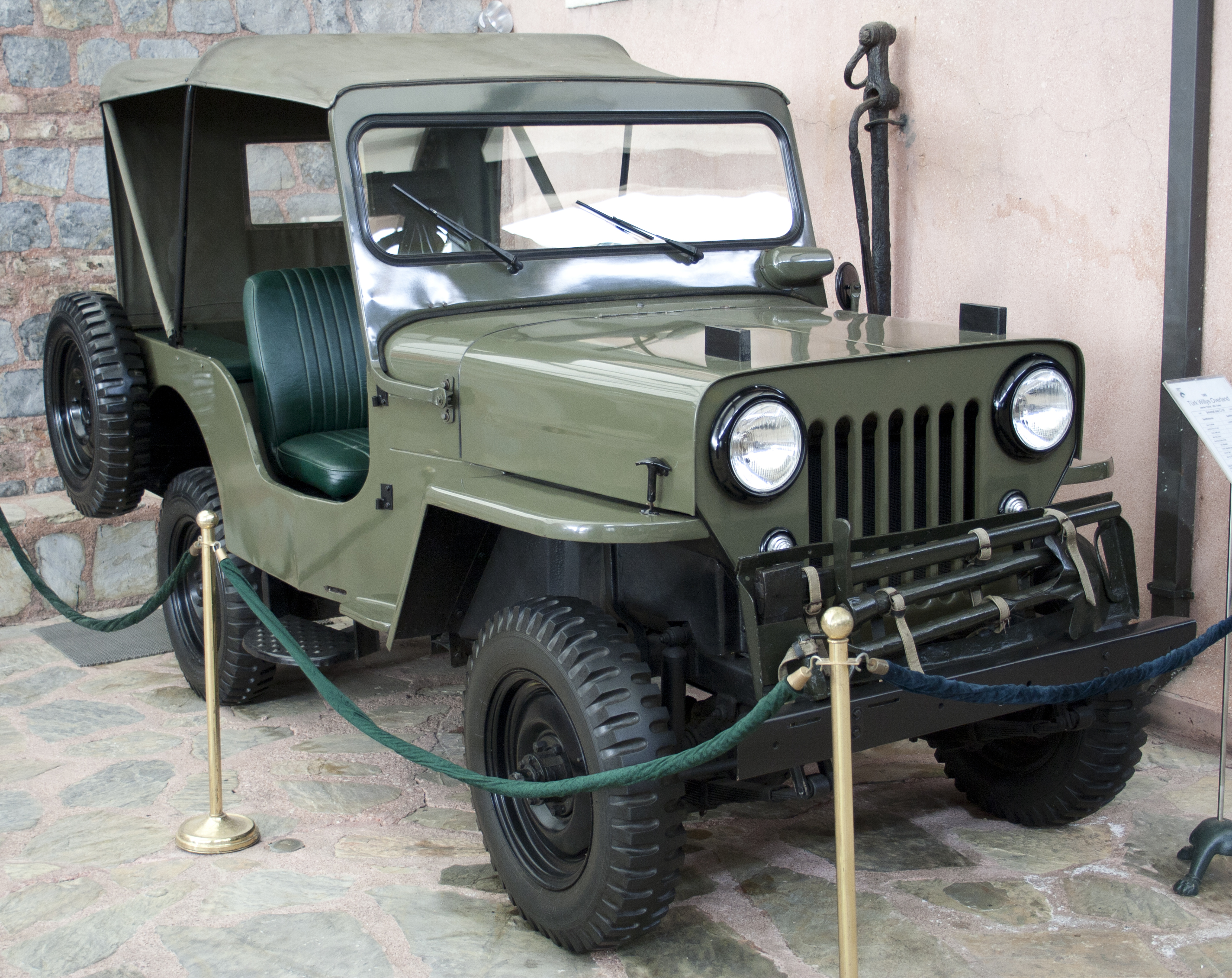
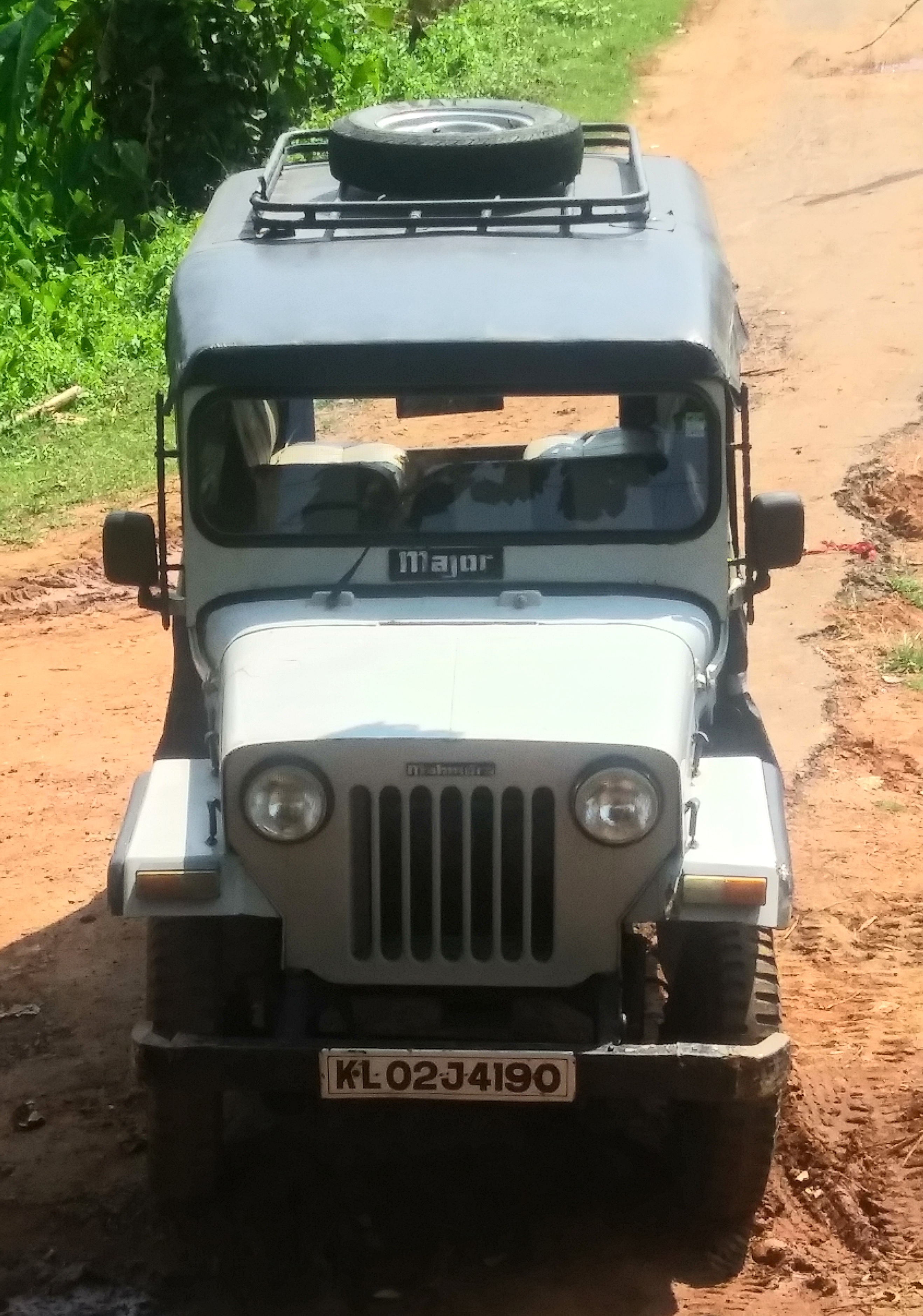
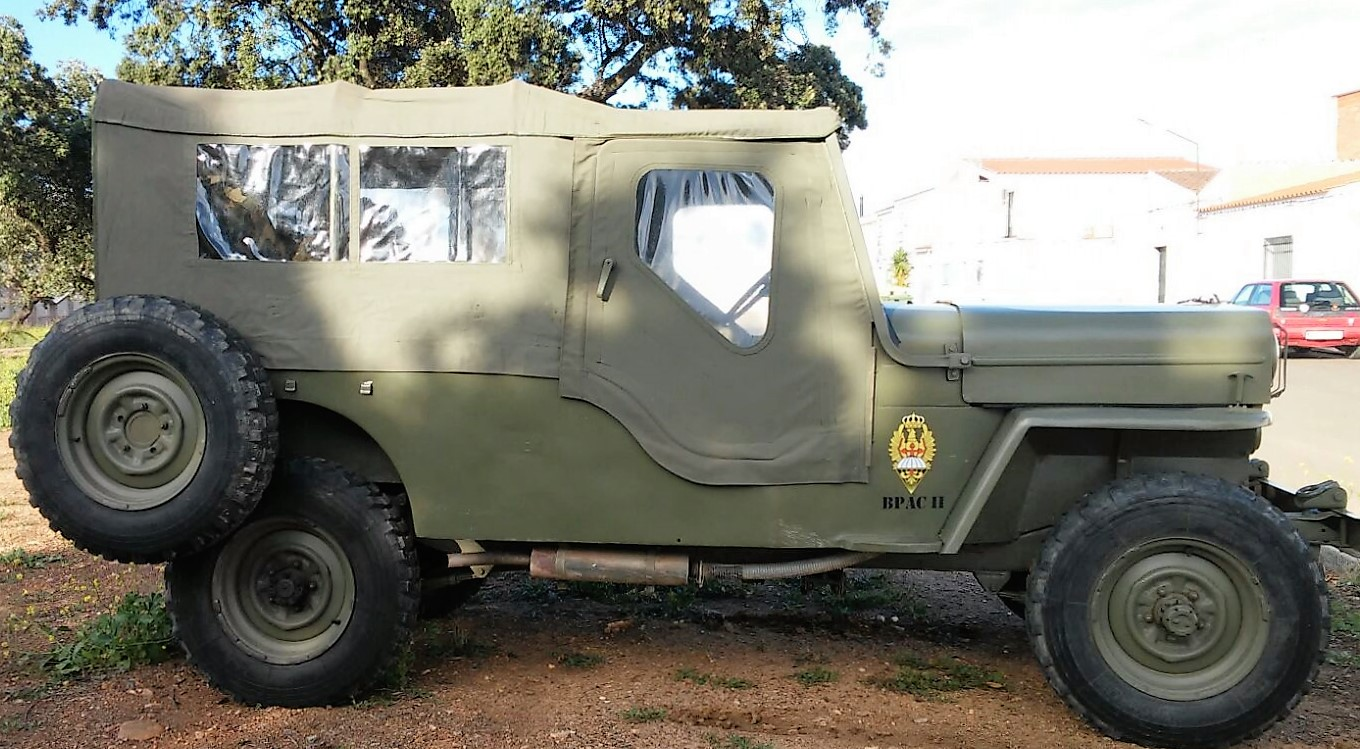